# Sigfredo Casero-Ortiz
Sigfredo Casero-Ortiz (L'Avana, 21 marzo 1997) è un cestista cubano con cittadinanza belga.